# 中国国家图书馆三沙市分馆
中国国家图书馆三沙市分馆，位于中华人民共和国海南省三沙市永兴岛，是中国国家图书馆设在三沙市的分馆，也是中国国家图书馆设立的第一个地方分馆。

## 简介
2013年7月12日，中国国家图书馆三沙市分馆在西沙群岛永兴岛挂牌成立。此次中国国家图书馆向三沙市分馆调配了大约3000册图书，捐赠了总价值达到12万元人民币的两台电子报纸阅读器，并且提供了电子阅报系统。同时，中国国家图书馆还向西沙水警区赠送价值7万元人民币的50台电纸书等资源。